# Galerianki
Galerianki es una película dramática de 2009 polaca dirigida por Katarzyna Rosłaniec. El film se estrenó en Varsovia el 25 de septiembre del mismo año y obtuvo ingresos de taquilla de 9.118.668 zł.
El 22 de junio de 2010 se ofreció la proyección de la producción en Cinema Jove de Valencia y el 7 de octubre de 2011, durante el 2º Festival de Cine Polaco celebrado en Madrid.

## Argumento
El argumento se centra en una joven de 14 años llamada Alicja (Anna Karczmarczyk), la cual en un centro comercial de su ciudad descubre la vida de lujos que le gustaría tener, en la cual la prostitución está a la orden del día.

## Trasfondo
El guion está basado en confesiones reales de una generación joven y madura que, 20 años después de la caída del comunismo empiezan a cuestionar los valores morales de la juventud. En la película se hace un retrato realista de las desventajas del consumismo entre la población adolescente que llega a prostituirse por fines materiales y que en el momento del estreno conmocionó al país.
Esta es la primera película de la directora, la cual pone de manifiesto el significado de los centros comerciales para muchos jóvenes de hoy en día y que Galerianki no refleja solo la situación de caos de Polonia, sino que también es exclusividad internacional al ser un fenómeno extendido.
El guion del mismo provocó la expulsión de la directora de la Escuela de Cinematografía en la que estudiaba.
La película abrió un profundo debate por el retrato que se realiza sobre la sexualidad adolescente.

## Reparto
- Anna Karczmarczyk − Alicja
- Dagmara Krasowska − Milena
- Dominika Gwit − Kaja
- Magdalena Ciurzyńska − Julia
- Izabela Kuna − Madre de Alicja
- Artur Barciś − Padre de Alicji
- Ewa Kolasińska − Profesora
- Izabela Dąbrowska − Madre de Julia
- Franciszek Przybylski − Michał
- Zuzanna Madejska − Paulina
- Tomasz Zaród − Padre de Julia
- Dominika Kluźniak - Doctor

## Recepción
- 28. Festival de Cine de Debutantes de Koszalin "Jóvenes y cine"
  - Wielki Jantar 2009 para Mejor Debut[6]
  - Mejor actriz nueva recae en Anny Karczmarczyk[6]

- 9. Festival Internacional de Cine Era Nowe Horyzonty
  - Mejor película debut[7]

- XXXIV Festival Polaco de Cine Fantástico
  - Mejor director nuevo para Katarzyny Rosłaniec[8][9]
- XXV Festival Internacional de Cinema Jove
  - Luna de Valencia 2010 a la Mejor película[10][11]